# Melody.
Melody (повне ім'я Міюкі Мелоді Ісікава, яп. 石川 美由紀 メロディ, народилася 24 лютого 1982 року) — японська співачка, яка дебютувала в 2003 році з синглом «Dreamin' Away». Працювала з продюсерською компанією Ten Carat і випускала диски на лейблі toy's Factory.
22 жовтня 2008 року записом в блозі Мелоді оголосила про свій намір припинити кар'єру співачки і стати дизайнером. З 12 січня 2009 року закрито офіційний сайт.

## Біографія

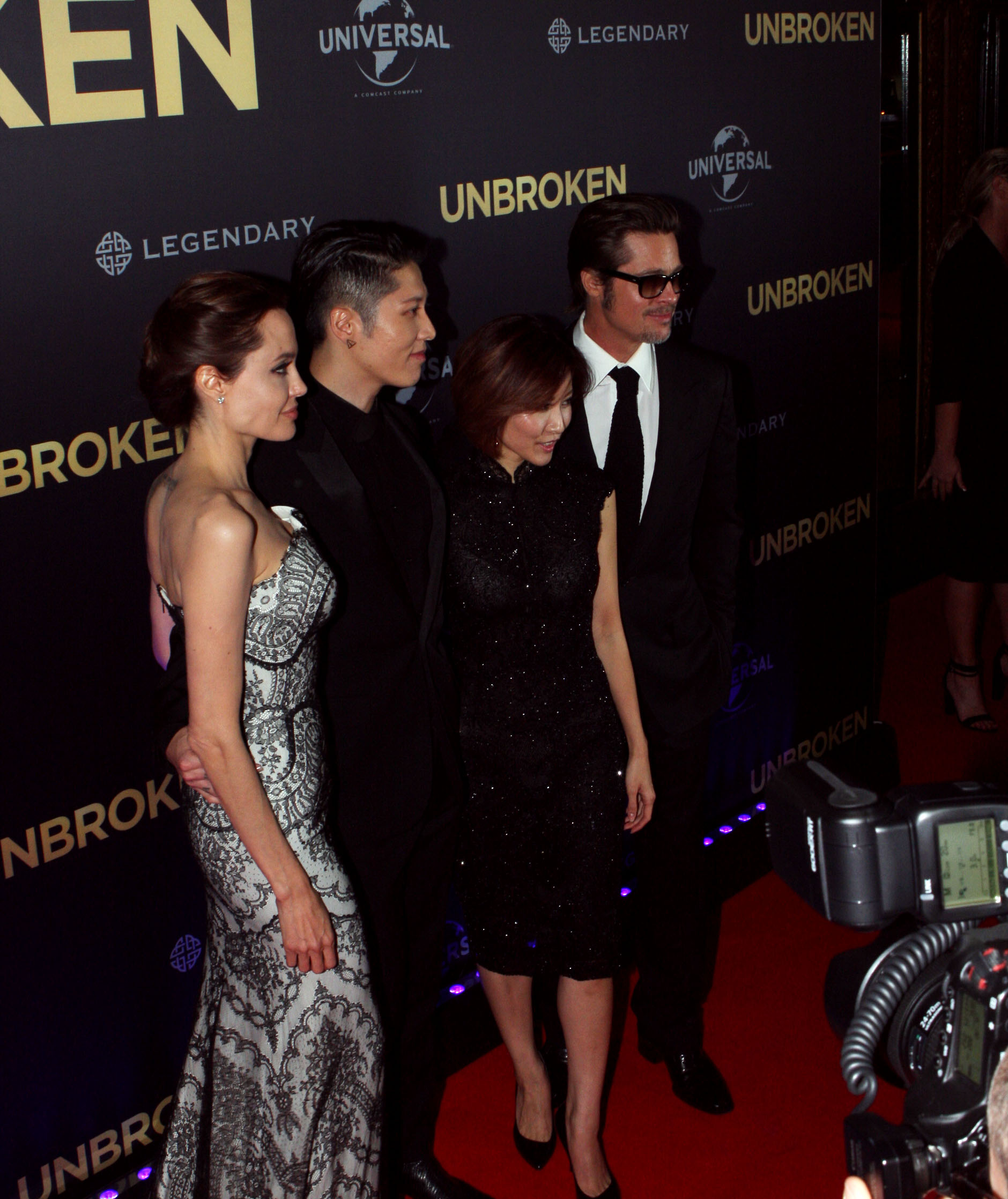
Мелоді з чоловіком Міяві, Анджеліною Джолі та Бредом Піттом на прем'єрі фільму «Незломлений» в 2014 році.

Мелоді народилася 1982 року і виросла на Гаваях в сім'ї американських японців: мати народилася на Окінаві, про батька нічого не відомо. Ім'я Мелоді, як й імена її сестер — Хармоні та Ритми — відображає любов її батьків до музики. Єдина сестра із «звичайним» іменем Крістін повинна була отримати ім'я Симфоні, але через втручання друга сім'ї батьки відмовилися від свого наміру. Зараз Крістін під ім'ям KURIS пише музику і тексти для старшої сестри.
Крім імен любов батьків до музики проявилася в освіті дітей: разом з сестрами Мелоді займалася джазовим танцем, фортепіано, брала уроки співу і класичного балету. Крім того, батьки практикували веганство (навіть замість звичайного молока в сім'ї пили соєве), і в школі Мелоді відмовлялася їсти м'ясо з шкільних обідів.
У 19 років Мелоді переїхала до Японії заради музичної кар'єри. У просуванні їй у тому числі допомогла дпомовність: через гарне знання англійської мови її взяли в телепередачу «Эйго дэ сябэра найто», для якої вона брала інтерв'ю у відомих англомовних людей.
Слова для своїх пісень Мелоді часто писала сама, причому з використанням однаково японської та англійської мов. Її пісні використовувалися в рекламі, телесеріалах, комп'ютерних іграх.
З березня 2009 року одружена з японським j-roker'ом Miyavi, 29 липня 2009 року народила дочку Lovelie Miyavi Ishihara. Друга дочка Jewelie Aoi Ishihara народилася 21 жовтня 2010 року.

## Дискографія

### Сингли
1. Dreamin' Away (19 лютого 2003)
  1. Dreamin' Away
  2. Now
  3. 24 seven
  4. Dreamin' Away ～remix～
2. Simple As That / Over The Rainbow (18 червня 2003)
  1. Simple As That
    - використовувалася як пісня, що відкриває червневі випуски передачі ТВ Токио «JAPAN COUNTDOWN»;
    - використовувалася як музична тема телепередачі Сінхіросіма «Хіросіма мантен мама»;

  2. Over The Rainbow
    - використовувалася в рекламному ролику автомобіля Mitsubishi Кольт.

  3. Simple As That -BL Remix-
3. Crystal Love (27 листопада 2003)
  1. Crystal Love
    - використовувалася в рекламному ролику компанії-виробника спортивних товарів Альпен.

  2. Do you hear what I hear?
  3. Crystal Love -m&M Remix-
4. Believe me (9 червня 2004) — цей сингл випускався у двох версіях: япономовної та, обмеженим тиражем, англомовною. Набір пісень в обох версіях ідентичний, різниться тільки мова.
  1. Believe me
    - японська версія пісні, що закриває передачі телекомпанії TBS «О-сама но буранті»;
    - англійська версія використовувалася в рекламному ролику мобільного телефону au CDMA 1X A5406CA

  2. So into You
    - японська версія пісні, що закриває передачі телекомпанії TBS «Тюбо дэсу ё»;
    - японская версия використовувалася в рекламному ролику сайту мелодій для мобільних телефонів компанії Хадсон Софт

  3. Believe me ～Instrumental～
  4. So into You ～Instrumental～
5. Next to You (12 січня 2005)
  1. Next to You
    - використовувалася в рекламному ролику компанії-виробника спортивних товарів Альпен.

  2. Summer Memory
  3. So into You (only one remix)　remixed by Takuya Harada
  4. Next to You (instrumental)
6. realize / Take a Chance (17 серпня 2005)
  1. realize
    - використовувалася як музична тема дорами TBS «Драгон Закура».

  2. Take a Chance
    - використовувалася в рекламному ролику послуг інтернет-провайдера NEC Biglobe.

  3. Next to You (FREDISCO remix) ～remixed by FREDO～
  4. realize (Instrumental)
  5. Take a Chance (Instrumental)
7. see you… (15 лютого 2006)
  1. see you…
  2. Close Your Eyes
  3. see you…(mel funk remix) remixed by HALFBY
  4. realize (Sugiurumn house mission mix) remixed by Sugiurumn
8. Lovin' U (8 листопада 2006)
  1. Lovin' U
    - використовувалася в рекламному ролику лінії продуктів Raycious косметичної компанії Као.

  2. Our Journey
    - використовувалася в трейлері фільму «Ген'юден» кінокомпанії Kadokawa Pictures.

  3. FEEL THE RUSH
    - використовувалася як музична тема передачі «X-MUSIC SB FREAK» телеканалу J sports ESPN;
    - використовувалася в грі Need for Speed: Carbon.

  4. FEEL THE RUSH -Junkie XL remix for «Need for Speed Carbon»-
    - використовувалася в грі Need for Speed: Carbon.
9. Finding My Road (14 лютого 2007)
  1. Finding My Road
    - використовувалася в рекламному ролику Subaru Forester.

  2. fragile
  3. My Dear
    - використовувалася в рекламному ролику лінійки Fresh Grey меблевої компанії Кодзима.

  4. Finding My Road ～SiZK «Water Drop» MiX　Remixed by SiZK
10. Love Story (30 травня 2007)
  1. Love Story
    - використовувалася як відкриваюча пісня дорами телекомпанії TBS "Кодоку но какэ ~Итосики хито ё~;
    - пісня, що відкриває передачу канала ТВ Канагава «Онгакукан»;
    - використовувалася як пісня, що закривала передачі MUSIC BB 25 ТВ канала.
    - використовувалася як пісня, що закривала передачі «Рёри но гокуй, отоко га цукуру аидзё рёри» телеканалу Аїті ТБ.
    - використовувалася як пісня, що закривала передачі MID TV компании HAB.

  2. BoRn 2 luv U [melody. ♥ m-flo]
  3. Lovin' U ～Deckstream Remix～
  4. Love Story (instrumental)
11. Далека квітка ~даль~ (яп. 遥花～はるか～, Харука~харука~) (13 февраля 2008)
  1. Далека квітка ~даль~ (яп. 遥花～はるか～)
    - використовувалася як музична тема дорамы TBS «Дайсуки».

  2. Плюмерія (яп. プルメリア, пурумеріа)
  3. That’s The Way It Is
  4. Далека квітка ~даль~ (яп. 遥花～はるか～) (Instrumental)

### Альбоми
1. Sincerely (21 січня 2004), пікова позиція в чарті Орікон — 3.
  1. All Night Long
  2. Dreamin' Away -English Version-
  3. Angel Angel Angel
  4. Crystal Love
  5. Don't Let Go
  6. flower bed
  7. Simple As That
  8. Just Be A Man
  9. Over the Rainbow
  10. Soon you'll Be Alone
  11. Sincerely
  12. You Want This -24 seven-
  13. Precious Baby
  14. Once Again
2. Be as one (12 квітня 2006), пікова позиція в чарті Орікон — 5.
  1. Be as one
  2. see you...
  3. De ja Vu
  4. realize
  5. Close Your Eyes -English Version-
  6. Promises
  7. Dear Love
  8. Take a Chance
  9. Next to You
  10. Stay with me
  11. Gift of Love
  12. (бонусний трек) miss you (nagareboshi REMIX) ～m-flo loves melody. & Ямамото Рехэй~ remixed by melody. & Takuya Harada
3. READY TO GO!  (4 липня 2007), пікова позиція в чарті Орікон — 6.
  1. Finding My Road
  2. with you
  3. Love Story
  4. All For Love
  5. HOPE
  6. Glory of Love
  7. READY TO GO!
    - використовувалася в рекламному ролику Subaru Forester.

  8. ONE DAY
  9. Lovin'U
  10. REAL ME
  11. ALL I DO
  12. Shine
  13. Dangerous
4. Lei Aloha (9 квітня 2008), пікова позиція в чарті Орікон — 15.
  1. Daybreak
  2. Say Hello
  3. Далёкий цветок ~даль~ (яп. 遥花～はるか～, Харука~харука~) (Eternal Version)
  4. Peace Song
  5. Never Goodbye
  6. Memories in Time
  7. HORIZON
  8. Kiss away
  9. Поряд з тобою (яп. あなたのそばに, Аната но соба ні)
  10. No Return
  11. Sunset Love
  12. Beneath My Skin
  13. DOOR
  14. Paradise

### Збірка
The Best of melody. ～Timeline～ (8 жовтня 2008), пікова позиція в чарті Орикон — 4. Це збірка найкращих пісень за п'ять років творчості Melody. До перших екземплярів цього альбому додавався ДВД з кліпами.
1. Dreamin' Away
2. Simple as That
3. Over The Rainbow
4. Crystal Love
5. Believe me
6. So into You
7. Next to You
8. realize
9. Take a Chance
10. see you...
11. Lovin' U
12. Finding My Road
13. My Dear
14. Love Story
15. Далёкий цветок ~даль~ (яп. 遥花～はるか～, Харука~харука~)
16. (бонусний трек) miss you ～m-flo loves melody. & Ямамото Рехэй~

- DVD

1. Dreamin' Away (PV)
2. Simple As That (PV)
3. Crystal Love (PV)
4. Believe me (PV)
5. Next to You (PV)
6. realize (PV)
7. see you... (PV)
8. Lovin' U (PV)
9. Finding My Road (PV)
10. Love Story (PV)
11. Haruka (遥花～はるか～; Eternal Flower) (PV)
12. miss you (m-flo ♥ melody. & Ryohei Yamamoto) (PV)

### ДВД
1. First Visual Issue ～clips and more～ Sincerely Yours (12 травня 2004)
2. Be as one TOUR 2006 Live & Document (8 листопада 2006)

### Спільні роботи
- miss you by m-flo loves melody. & Ямамото Рехей — сингл miss you (22 жовтня 2003), альбом ASTROMANTIC by m-flo;
- STUCK IN YOUR LOVE by m-flo loves melody. — альбом COSMICOLOR by m-flo (22 жовтня 2003);
- Подія в середині літа (яп. 真夏の出来事, Маннацу но декігото) — збірник the popular music (триб'ют Кехея Цуцумі) (11 липня 2007).

### Інше
Пісні «Crystal Love» і «Next to You» були включені в збірник «Alpen Best -Another Edition-»
(15 грудня 2007)

## Інші роботи

### Радіо
- melody. Flow's On на JFN (з 30 березня 2004 по 26 вересня 2006);
- α-MONTHLY COLORS на α-station (квітень 2006);
- melody. PARK на FM Осака (з 12 жовтня 2007 по травень 2008)

### Телебачення
- Fashion TV F*mode на SPACE TV SHOWER
- J-MELO на NHK World — розділ Japan Dance Music Adventure (з 4 квітня 2007 по 24 вересня 2008)

### Інше
- Подкаст «melody. але про! кантигай English» (з 9 травня 2007 по 1 серпня 2007).